# Make Me Feel Better
Make Me Feel Better is een nummer van de Britse dj Alex Adair uit 2015.
Adair heeft aangegeven dat So Good to Me van Chris Malinchak een inspiratie was voor het nummer. Het was de eerste keer dat Adair een tropical housenummer uitbracht, eerder maakte hij vooral progressive house en electrohouse. Het nummer bevat een sample uit Ain't Nothing Like the Real Thing van Marvin Gaye en Tammi Terrell. "Make Me Feel Better" werd een hit in het Verenigd Koninkrijk, waar het de 13e positie behaalde. In Nederland bereikte het nummer geen hitlijsten, maar in Vlaanderen bereikte het de 35e positie in de Vlaamse Ultratop 50.